# Озерецька сільська рада
Озере́цька сільська́ ра́да — колишній орган місцевого самоврядування в Володимирецькому районі Рівненської області. Адміністративний центр — село Озерці.

## Загальні відомості
- Озерецька сільська рада утворена в 1940 році.
- Територія ради: 178,062 км²
- Населення ради: 1 009 осіб (станом на 2001 рік)

## Населені пункти
Сільській раді підпорядковані населені пункти:
- с. Озерці
- с. Городок

## Склад ради
Рада складається з 14 депутатів та голови.
- Голова ради: Макарчук Микола Ясонович
- Секретар ради: Федорчук Олександр Степанович

### Керівний склад попередніх скликань
| ПІБ                            | Основні відомості                                                 | Дата обрання | Дата звільнення |
| ------------------------------ | ----------------------------------------------------------------- | ------------ | --------------- |
| Савонік Анатолій Костянтинович | Сільський голова, 1962 року народження, безпартійний              | 26.03.2006   | 31.10.2010      |
| Макарчук Микола Ясонович       | Сільський голова, 1962 року народження, освіта вища, безпартійний | 31.10.2010   |                 |

Примітка: таблиця складена за даними сайту Верховної Ради України